# Чарни, Израэль
Израэль Чарни (англ. Israel W. Charny, 1931, Филадельфия — 14 декабря 2024) — американо-израильский социолог, один из ведущих специалистов по истории геноцидов, основатель и исполнительный директор «Института Холокоста и геноцида» (Иерусалим).

## Биография
Изучал психологию в Университете Темпл до 1952 года, защитил докторскую диссертацию по клинической психологии в 1957 году в Университете Рочестера. После переезда в Израиль в 1957 году получил звание профессора в Еврейском университете Иерусалима. В 1973—1992 гг. преподавал в Тель-Авивском университете.
Клиническая практика исследований Холокоста как коллективной психологической травмы еврейского народа, привела Чарни к исследованию в области коллективной психологии других народов, испытавших ужасы геноцида. Начал изучать историю Холокоста и других геноцидов с середины 1960-х гг. Первая научная работа была опубликована в 1968 г. — «Teaching the Violence of the Holocaust: A Challenge to Educating Potential Future Oppressors and Victims for Nonviolence». В пионерской работе «How Can We Commit the Unthinkable? Genocide, the Human Cancer» (1982) Чарни предложил ряд критериев, свидетельствующих о потенциальном риске геноцида, своего рода «системы раннего предупреждения» (GEWS — Genocide Early Warning System).
Исследования на стыке прихотерапии и геноцида легли в основу книги «Fascism and Democracy in the Human Mind: A Bridge between Mind and Society» (2006). Согласно Чарни «демократия» и «фашизм» являются элементами человеческой психики, каждый со своими характеристиками. «Демократия» характеризуется открытостью и терпимостью, в то время как «фашизм», наоборот, закрытостью, нетерпимостью и неспособностью жить в условиях противоречивых мнений.
В 1982 году вместе с Эли Визелем организовал в Израиле конференцию по Холокосту и другим геноцидам. Программа конференции включала также обсуждение геноцида армян, что вызвало активное противодейские со стороны правительств Турции и Израиля и отказ Визеля от участия, однако была поддержана израильской общественностью и большинством участников конференции и имела шумный успех. Материалы конференции были изданы отдельной книгой «The Book of the International Conference on the Holocaust and Genocide: Book One: The Conference Program and Crisis» в 1983 году. С 1985 по 1995 годы редактировал бюллетень «Internet on the Holocaust and Genocide: An International Information Exchange», в котором публиковались ведущие исследователи геноцидов. Более поздние работы Чарни посвящены проблеме террористов-смертников («Fighting Suicide Bombing: A Worldwide Campaign for Life», 2007) и отрицанию геноцида. Является редактором первой энциклопедии, посвящённой теме геноцида: «Encyclopedia of genocide» (1999).
Чарни возглавлял Международную ассоциацию исследователей геноцида в качестве вице-президента (2003—2005) и президента (2005—2007). Во время его директорства ассоциация начала выпускать журнал «Genocide Studies and Prevention».
Вклад Чарни в изучение геноцида и механизмов поведения человека, приводящих к геноциду, сделал его одним из лидеров этого направления науки.
Умер 14 декабря 2024 года.

## Определение геноцида
Чарни предложил «гуманистическое» определение геноцида, которое значительно шире чем альтернативные определения:

бессмысленное убийство по причине любой идентичности, например национальной, этнической, расовой, религиозной, политической, географической, идеологической.

## Книги
- Charny I. W. Encyclopedia of genocide. — Santa Barbara, California: ABC-CLIO, 1999. — 718 p. — ISBN 9780874369281.
- Genocide: a critical bibliographic review
- The Widening Circle of Genocide
- Century of Genocide Critical Essays and Eyewitness Accounts